# Републикански път III-7305
Републикански път IIІ-7305 е третокласен път, част от Републиканската пътна мрежа на България, преминаващ изцяло по територията на Бургаска област. Дължината му е 27,3 km.
Пътят се отклонява наляво при 50,8 km на Републикански път II-73 източно от стената на язовир „Камчия“ и се насочва на изток по южните хълмове на Върбишка планина. Преминава последователно през селата Камчия, Съединение и Люляково, където завива на югоизток, пресича река Луда Камчия и навлиза в най-северните разклонения на Карнобатска планина. Тук минава в близост до село Череша и през центъра на село Вресово и на 1 km източно от последното се свързва с Републикански път III-208 при неговия 82,2 km.
| Пътища, отклоняващи се надясно (населено място, № на пътя, посока на пътя) | km   | Пътища, отклоняващи се наляво (посока на пътя, № на пътя, населено място) |
| -------------------------------------------------------------------------- | ---- | ------------------------------------------------------------------------- |
| Община Сунгурларе, II-73, 50,8 km ←                                        | 0,0  | ← 50,8 km, II-73, Община Сунгурларе                                       |
| с. Камчия                                                                  | 2,3  | с. Камчия                                                                 |
| (за селата Завет и Ведрово) общински път, с. Съединение ←                  | 8    | с. Съединение                                                             |
| Община Руен                                                                | 9,8  | Община Руен                                                               |
| с. Люляково                                                                | 13,1 | → с. Люляково общински път (за с. Рупча)                                  |
| (за с. Череша) общински път ←                                              | 19,8 |                                                                           |
| с. Вресово                                                                 | 26,3 | с. Вресово                                                                |
| (до гр. Айтос) III-208, 82,2 km ←                                          | 27,3 | ← 82,2 km, III-208 (от с. Ветрино)                                        |